# Termas de Río Hondo
Termas de Río Hondo è una cittadina argentina della provincia di Santiago del Estero, capoluogo del dipartimento di Río Hondo. 

## Geografia
Termas de Río Hondo è situata sulle rive del fiume Dulce, a 74 km a nord-ovest della capitale provinciale Santiago del Estero, nei pressi del lago artificiale del Río Hondo.

## Terme
La sorgenti termali (spagnolo: termas, lingua quechua: Yacu Rupaj) della regione hanno una temperatura superiore ai 30 °C, e hanno reso la cittadina una popolare stazione termale per gli argentini, i quali apprezzano le acque, consigliate come cura contro l'alta pressione e i reumatismi. Due piscine pubbliche, La Olla e la Pileta Municipal, sono nelle vicinanze del centro cittadino, così come numerosi hotel e ristoranti di ottimo livello.

## Infrastrutture e trasporti
La principale via d'accesso alla città è la strada nazionale 9 che unisce Buenos Aires alla frontiera boliviana.

## Sport
Nuovi investimenti fatti nel corso degli ultimi anni hanno permesso di costruire il nuovo aeroporto accanto all'Autodromo di Termas de Río Hondo, recentemente ricostruito completamente per ospitare il Motomondiale a partire da aprile 2014.